# Сигизмунд Талберг
Сигизмунд Талберг (Sigismond Thalberg) е австрийски композитор и един от най-великите пианисти от епохата на Романтизма.
Ученик на Карл Черни, Игнац Мошелес и Симон Зехтер. Известно време си съперничи музикално с Ференц Лист. Близък приятел на Феликс Менделсон Бартолди. Известен с виртуозните си изпълнения.
1. ↑  T/Thalberg_Sigismund_1812_1871